# Allodiopsis urceolata
Allodiopsis urceolata är en tvåvingeart som först beskrevs av Ostroverkhova 1974.  Allodiopsis urceolata ingår i släktet Allodiopsis och familjen svampmyggor. Inga underarter finns listade i Catalogue of Life.